# Dolichoperoides macalpini
Dolichoperoides
Genre
Espèce
Synonymes
- Dolichopera macalpini Nicoll (d), 1914 - protonyme

Dolichoperoides macalpini, unique représentant du genre Dolichoperoides, est une espèce de trématodes de la famille des Dolichoperoididae.

## Classification
Le genre Dolichoperoides est créé en 1940 par les parasitologues australiens Thomas Harvey Johnston (d) (1881-1951) et Laura Madeline Angel (d) (1908-1990) . 
L'espèce Dolichoperoides macalpini est décrite en 1914 par le parasitologue britannique William Nicoll (d) (1882-1946) sous le protonyme Dolichopera macalpini.

## Hôtes
Cette espèce parasite des serpents, tel que le Serpent-tigre (Notechis scutatus) et Austrelaps superbus[réf. nécessaire], ainsi que des amphibiens, comme Dryopsophus raniformis, Limnodynastes dorsalis ou encore L. tasmaniensis.

### Publications originales
- Espèce Dolichoperoides macalpini :
  - [1914] (en) William Nicoll (d), « The Trematode Parasites of North Queensland. I », Parasitology, Cambridge University Press, vol. 6, no 4,‎ janvier 1914, p. 333-350 (ISSN 0031-1820 et 1469-8161, OCLC 1714177, lire en ligne). .
- Genre Dolichoperoides :
  - [1940] (en) Thomas Harvey Johnston (d) et Laura Madeline Angel (d), « The Morphology and Life History of the Trematode, Dolichopera macalpini Nicoll », Transactions of the Royal Society of South Australia, Taylor & Francis, vol. 64,‎ 10 octobre 1940, p. 376-387 (ISSN 0372-1426 et 2204-0293, lire en ligne). .